# Okręg Calais
Okręg Calais (fr. Arrondissement de Calais) – okręg w północnej Francji. Populacja wynosi 118 tysięcy.

## Podział administracyjny
W skład okręgu wchodzą następujące kantony:
- Calais-Centre,
- Calais-Est,
- Calais-Nord-Ouest,
- Calais-Sud-Est,
- Guînes.